# 皇家孚寶
皇家孚宝（荷蘭語：Koninklijke Vopak）是荷兰鹿特丹的一家跨国石油公司，提供石油、天然气的储罐业务。它在1999年由Van Ommeren和Pakhoed两家公司合并而成，其油气运输业务在2002年分离出来形成新公司尤尼威尔（Univar）。